# Списак верских објеката у Суботици

## Православни верски објекти
- Црква Вазнесења Господњег, саграђена 1726. године.
- Српска православна црква Светог Димитрија (Александрово), саграђена 1818. године.

## Католички верски објекти
- Катедрала, посвећена св. Терези Авилској, саграђена 1779. године.
- Фрањевачка црква, саграђена 1736. године.
- Црква Марије мајке цркве (Александрово), саграђена 1982. године.
- Црква Исусовог Ускрснућа, грађена од 1933. године.
- Црква светог Рока, саграђена 1896. године.
- Црква светог Ђурђа, саграђена 1897. године.

## Протестантски верски објекти
- Евангелистичка црква, саграђена 1901. године.

## Јеврејски верски објекти
- Синагога, саграђена 1902. године.

## Исламски верски објекти
- Мухаџир џамија, саграђена 2008. године.